# Cyathoselinum
Cyathoselinum es un género monotípico de plantas de la familia  Apiaceae. Su única especie: Cyathoselinum tomentosum.

## Taxonomía
Cyathoselinum tomentosum fue descrita por (Vis.) Benth. ex B.D.Jacks. y publicado en Index Kewensis 1: 677. 1893.